# Ngô Y Linh
Ngô Y Linh (21 tháng 5 năm 1929 - 21 tháng 7 năm 1978) với bút danh quen thuộc Nguyễn Vũ, là đạo diễn sân khấu, nhà viết kịch Việt Nam. Ông đã được truy tặng danh hiệu Nghệ sĩ nhân dân đợt 1 (1984).

## Tiểu sử và sự nghiệp
Đạo diễn Ngô Y Linh tên thật Nguyễn Văn Bình, sinh năm 1929 tại Bến Tượng, thị xã Thái Nguyên, tỉnh Thái Nguyên. Ông còn có các bút danh Nguyễn Vũ, Đan Minh, Huỳnh Biếc. Thuở nhỏ ông học trường Thăng Long (Hà Nội), sau đó vào Sài Gòn làm nghề nhiếp ảnh và tiếp tục học hết trung học. Cách mạng tháng 8 thành công, ông đi làm giao liên, hoạt động nội thành. Tháng 2 năm 1979, ông học trường Quân Chính rồi kết nạp Đảng vào năm 1948. Từ 21 tháng 9 năm 1948, ông làm việc ở Cơ quan Văn nghệ thuộc Phòng chính trị Bộ tư lệnh Quân khu 7, miền Đông Nam Bộ.
Năm 1954, ông tập kết ra Bắc, sau đó đi học Đại học khoa Đạo diễn ở Đại học Sân khấu Bắc Kinh. Tốt nghiệp và trở về nước năm 1961, ông làm giảng viên trường Sân khấu Việt Nam (Đại học Sân khấu Điện ảnh). Năm 1964, ông đi vào chiến trường miền Nam, chỉ đạo nghệ thuật đoàn kịch nói Cửu Long Giang, làm đạo diễn sân khấu và viết kịch. Hàng loạt kịch bản và vở kịch do ông đạo diễn đã ra đời trong thời điểm từ năm 1961 đến 1978. Ngoài ra ông còn làm công tác giảng dạy, là uỷ viên Ban chấp hành Hội nghệ sĩ sân khấu Việt Nam.
Trong gần 20 năm hoạt động sân khấu, Ngô Y Linh đã để lại một sự nghiệp sân khấu đồ sộ với hàng loạt vở diễn do ông sáng tác và dàn dựng. Bắt đầu từ vở Nila - cô gái đánh trống trận đã gây được tiếng vang lớn năm 1961 với gần 2000 suất diễn, ông đã dàn dựng hàng loạt vở diễn thành công như Đường phố dậy lửa, Tình ca, Ngọn lửa, Đất, nước, mùa xuân, Đâu có giặc là ta cứ đi, vở cải lương Võ Thị Sáu... Ông là một đạo diễn xuất sắc, biết khai thác tâm lý nhân vật, biết vận dụng mỹ thuật đem lại hiệu quả cho sân khấu. Ông cũng viết nhiều kịch bản như: Những viên đạn đầu tiên, Trận đấu thầm lặng, Bài ca người thợ trẻ, Diễn viên không chuyên nghiệp, Ngọn lửa, Mùa xuân..., nhiều sáng tác trong số này được ông ưu tiên gửi Đoàn kịch nói Nam Bộ ở miền Bắc dàn dựng. Những sáng tác của ông với đề tài lấy từ kháng chiến, ngôn ngữ bình thường giản dị, nhưng lại "trở nên rực rỡ hơn, sâu thăm thẳm như giếng làng ta, càng sâu nước càng trong" và đầy ắp tinh thần lạc quan.
Ông qua đời năm 1978 do bệnh ung thư, hưởng dương 49 tuổi. Ông đã được Nhà nước tặng nhiều Huân chương cao quý. Năm 1984, ông được truy tặng danh hiệu Nghệ sĩ nhân dân. Tên ông đã được đặt cho một con đường ở Thành phố Hồ Chí Minh. Ông đã được truy tặng Giải thưởng Nhà nước về văn học nghệ thuật.
Ngày 8 tháng 6 năm 2004, chương trình Những cánh chim không mỏi mang tên Ngô Y Linh - Một thời để nhớ đã được tổ chức để tưởng nhớ ông, được phát sóng trên kênh HTV9 với sự tham gia của giáo sư Hoàng Như Mai, Nghệ sĩ Nhân dân Đình Quang, Nghệ sĩ ưu tú Ca Lê Hồng và những người học trò của ông như Nghệ sĩ Nhân dân Thế Anh, Nghệ sĩ ưu tú Trần Minh Ngọc, Nghệ sĩ Nhân dân Doãn Châu, Nghệ sĩ Nhân dân Đoàn Dũng...

## Tác phẩm
- Những viên đạn đầu tiên
- Đêm đen (1963)
- Đất, Nước, Mùa xuân (1966)
- Chứng chỉ sức khỏe (1967)
- Bước chân
- Cái ghế
- Khúc nhạc mở đầu
- Nàng bắn lén
- Đêm nay, ngày mai
- Mặt trời, ông già và người lính
- Trận đấu thầm lặng
- Ngọn lửa (1966)
- Nước
- Đâu có giặc là ta cứ đi (1965)
- Bài ca người thợ trẻ
- Mũi thép
- Diễn viên không chuyên nghiệp
- Tình ca (1971)
- Bông sen (nhạc kịch cùng với Lưu Hữu Phước và Hoàng Việt) (1967)